# Sune Gundersen
Sune Gundersen (født 15. august 1988) er en dansk tidligere fodboldspiller, der bl.a. spillede for Esbjerg fB.

## Karriere
Gundersen spillede i Aabenraa Boldklub, inden han i 2005 skiftede til Esbjerg fB på en treårig kontrakt. I sommeren 2010 skiftede Sune til FC Hjørring på en toethalvtårig kontrakt.

### Blokhus FC
I sommeren 2012 skiftede han til 2. divisionsklubben Blokhus FC. Her spillede han frem til 2013.